# Макс Колфилд
Максин «Макс» Колфилд (англ. Maxine «Max» Caulfield) — персонаж серии видеоигр Life Is Strange. Впервые появляется в игре 2015 года Life Is Strange как главная героиня. Её озвучивает актриса Ханна Телле.

## Концепция и создание
В игре Life Is Strange 2015 года Макс Колфилд обладает способностью перематывать время, что является основной игровой механикой. Во время использования этой способности применяются визуальные эффекты, такие как постобработка, двойная экспозиция и перекрывающиеся наложение частиц в экранном пространстве.
Персонажи были созданы на основе хорошо известных архетипов — сначала для того, чтобы они были сразу узнаваемыми и близкими игроку, а затем, чтобы разрушить эти ожидания и показать их с неожиданной стороны. Сверхъестественные элементы были разработаны как метафора внутренней борьбы персонажа, чтобы усилить реалистичность повествования.
Как подросток, Макс близка современной молодёжи, что позволяет игрокам сопереживать её переживаниям. Она ощущает себя «застрявшей между временами» — в метафорическом лимбе, где пересекаются прошлое и настоящее. Её старомодная камера символизирует ностальгию и тоску по прошлому, а нежелание принимать решения отражает осознание последствий. Кристиан Дивайн, один из сценаристов игры, включил в её диалоги устаревшие выражения. Через Макс игроки исследуют напряжение между узнаваемостью и загадочными силами, формирующими её бытие.
Фамилия Макс отсылает к Холдену Колфилду из романа «Над пропастью во ржи» Дж. Д. Сэлинджера, а его образ «бунтаря» отражается в духе непокорности Макс и её образе изгоя в обществе.

### Дизайн персонажа
Макс была второй женщиной-главным героем в игре Don’t Nod. Согласно дневнику разработчиков, предоставленному Dontnod, большинство потенциальных издателей не хотели публиковать игру, если в ней не было главного героя-мужчины. Большинство издателей также выступали против первого проекта Dontnod — игры Remember Me, где также была героиня-женщина. Оскар Гильберт, генеральный директор Dontnod, поначалу был настроен столь же скептически. Square Enix оказалась единственным издателем, который не собирался менять главного героя. Соучредитель Dontnod Жан-Максим Морис заявил, что гендерное равенство в видеоиграх — «отличный предмет для обсуждения», но на самом деле"мы не притворяемся, что поднимаем эту тему или используем её, чтобы выделиться на фоне других".
Было решено, что большая часть бюджета пойдёт на проработку персонажей и их озвучку, в том числе Макс. В июле 2014 года Ханна Телле прошла прослушивание на роль Макс Колфилд и была утверждена; Эшли Бёрч проходила кастинг как на роль Макс, так и на назначенную ей роль — Хлои Прайс. Сессии озвучивания проходили в Лос-Анджелесе, штат Калифорния, а французские разработчики подключались по Skype.

## Критика
Life Is Strange добилась коммерческого успеха и похвалы критиков, в частности за развитие персонажа. Благодаря персонажу Максин разработчик получил номинацию на премию Академии интерактивных искусств и наук за выдающиеся достижения в области персонажа под названием D.I.C.E. Awards 2016. В 2018 году IGN опубликовал статью Шеймуса Маллинса, в которой тот похвалил Макс как самого сложного главного протагониста видеоигр, с которым он когда-либо сталкивался. Сотрудники PC Gamer оценили её как одного из самых знаковых персонажей в компьютерных играх.
Питер Парас из GameRevolution похвалил её как человека, «действительно становящегося самостоятельным и полностью сформировавшимся персонажем». Журнал Metro прокомментировал, что девушка «остроумна, умна и её взгляд на жизнь совершенно точно характеризуется её музыкальным вкусом». Game Informer назвал Макс одной из лучших вымышленных девушек 2015 года, а Элиза Фавис отметила Макс «редкостью, и не только потому, что та исполняет главную женскую роль».